# Камбун (нэнго)
Камбун (яп. 寛文 камбун, великодушное искусство) — девиз правления (нэнго) японских императоров Го-Сая и Рэйгэна, использовавшийся с 1661 по 1673 год.

## Продолжительность
Начало и конец эры:
- 25-й день 4-й луны 4-го года Мандзи (по григорианскому календарю — 23 мая 1661).
- 21-й день 9-й луны 13-го года Камбун (по григорианскому календарю — 30 октября 1673).

## Происхождение
Название нэнго было заимствовано у древнекитайского мыслителя Сюнь-цзы:「節奏陵而文、生民寛而安、上文下安、功名之極也」.

## События

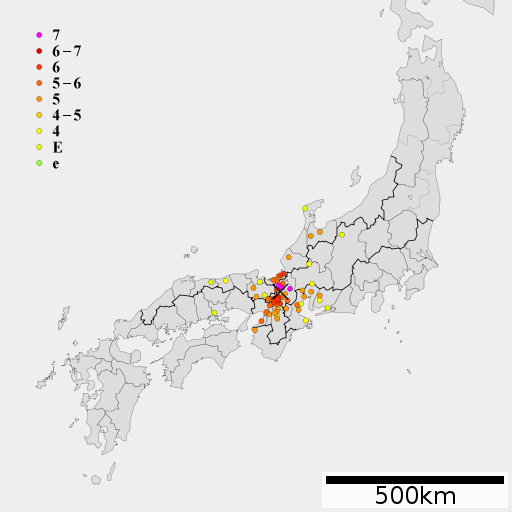
Интенсивность землетрясения 1662 года

- 20 марта 1662 года (1-й день 2-й луны 2-го года Камбун) — в Хэйан-кё произошло сильное землетрясение, уничтожившее могилу Тоётоми Хидэёси[6];
- 1662  год (2-й год Камбун) — император Го-Сай повелел Тосе Хиромити (яп. 土佐広通, 1561—1633), последователю школы Тоса, сменить имя на Сумиёси (вероятно, в честь живописца XIII века Сумиёси Кэйнина, 住吉慶忍), после того как тот сменил Сумиёси Тайся (яп. 住吉大社) на посту придворного художника[7];
- 5 марта 1663 года (26-й день 1-й луны 3-го года Камбун) — император Го-Сай отрёкся от престола в пользу своего десятилетнего младшего брата, Сотохито; в полном уединении он жил до самой смерти[6];
- 1663 год (3-й год Камбун) — сёгун Иэцуна узаконил уголовное преследование христиан и ввёл наказания за непочтение к родителям[8];
- 6 июня 1663 года (1-й день 5-й луны 3-го года Камбун) — провинция Оми пострадала от землетрясения[6];
- 1664 год (4-й год Камбун) — вышло Предписание членам крестьянских пятидворок[9];
- 1664 год (4-й год Камбун) — регулярно стали проводиться переписи населения[10];
- 21 августа 1665 года (11-й день 7-й луны 5-го года Камбун) — введены Правила для буддийского духовенства («Сёсюдзиин хатто»)[9];
- август 1665 года (7-я луна 5-го года Камбун) — установлены Правила для синтоистского духовенства («Сёся нэйги каннуси хатто»)[9];
- 1665 год (6-я луна 5-го года Камбун) — во всех сёлах империи были созданы комиссии по расследованию, призванные выявить и искоренить пережитки христианства;
- 13 марта 1668 года (1-й день 2-й луны 8-го года Камбун) — пожар в Эдо продолжительностью 45 дней, вероятно, произошедший из-за поджога[11];
- 1669 год (9-й год Камбун) — восстание Сягусяина;
- 1670 год (10-й год Камбун) — сбившийся с курса из-за шторма японский корабль, плывший из Кюсю в Эдо, обнаружил Бонинские острова[12];
- 1670 год (10-й год Камбун) — в Эдо прошла храмовая экспозиция[13];
- 1673 год (13-й год Камбун) — в Эдо начал торговать торговый дом Мицуи[14].

## Сравнительная таблица
Ниже представлена таблица соответствия японского традиционного и европейского летосчисления. В скобках к номеру года японской эры указано название соответствующего года из 60-летнего цикла китайской системы гань-чжи. Японские месяцы традиционно названы лунами.
| 1-й год Камбун (Металлический Бык)     | 1-я луна*       | 2-я луна   | 3-я луна*               | 4-я луна* | 5-я луна  | 6-я луна*               | 7-я луна              | 8-я луна    | 8-я луна (високосная) * | 9-я луна   | 10-я луна                | 11-я луна*     | 12-я луна      |
| -------------------------------------- | --------------- | ---------- | ----------------------- | --------- | --------- | ----------------------- | --------------------- | ----------- | ----------------------- | ---------- | ------------------------ | -------------- | -------------- |
| Григорианский календарь                | 31 января 1661  | 1 марта    | 31 марта                | 29 апреля | 28 мая    | 27 июня                 | 26 июля               | 25 августа  | 24 сентября             | 23 октября | 22 ноября                | 22 декабря     | 20 января 1662 |
| Юлианский календарь                    | 21 января 1661  | 19 февраля | 21 марта                | 19 апреля | 18 мая    | 17 июня                 | 16 июля               | 15 августа  | 14 сентября             | 13 октября | 12 ноября                | 12 декабря     | 10 января 1662 |
| 2-й год Камбун (Водяной Тигр)          | 1-я луна*       | 2-я луна   | 3-я луна*               | 4-я луна* | 5-я луна  | 6-я луна*               | 7-я луна              | 8-я луна*   | 9-я луна                | 10-я луна  | 11-я луна                | 12-я луна*     |                |
| Григорианский календарь                | 19 февраля 1662 | 20 марта   | 19 апреля               | 18 мая    | 16 июня   | 16 июля                 | 14 августа            | 13 сентября | 12 октября              | 11 ноября  | 11 декабря               | 10 января 1663 |                |
| Юлианский календарь                    | 9 февраля 1662  | 10 марта   | 9 апреля                | 8 мая     | 6 июня    | 6 июля                  | 4 августа             | 3 сентября  | 2 октября               | 1 ноября   | 1 декабря                | 31 декабря     |                |
| 3-й год Камбун (Водяной Кролик)        | 1-я луна        | 2-я луна*  | 3-я луна                | 4-я луна* | 5-я луна* | 6-я луна*               | 7-я луна              | 8-я луна*   | 9-я луна                | 10-я луна  | 11-я луна                | 12-я луна*     |                |
| Григорианский календарь                | 8 февраля 1663  | 10 марта   | 8 апреля                | 8 мая     | 6 июня    | 5 июля                  | 3 августа             | 2 сентября  | 1 октября               | 31 октября | 30 ноября                | 30 декабря     |                |
| Юлианский календарь                    | 29 января 1663  | 28 февраля | 29 марта                | 28 апреля | 27 мая    | 25 июня                 | 24 июля               | 23 августа  | 21 сентября             | 21 октября | 20 ноября                | 20 декабря     |                |
| 4-й год Камбун (Деревянный Дракон)     | 1-я луна        | 2-я луна   | 3-я луна*               | 4-я луна  | 5-я луна* | 5-я луна (високосная) * | 6-я луна*             | 7-я луна    | 8-я луна*               | 9-я луна   | 10-я луна                | 11-я луна*     | 12-я луна      |
| Григорианский календарь                | 28 января 1664  | 27 февраля | 28 марта                | 26 апреля | 26 мая    | 24 июня                 | 23 июля               | 21 августа  | 20 сентября             | 19 октября | 18 ноября                | 18 декабря     | 16 января 1665 |
| Юлианский календарь                    | 18 января 1664  | 17 февраля | 18 марта                | 16 апреля | 16 мая    | 14 июня                 | 13 июля               | 11 августа  | 10 сентября             | 9 октября  | 8 ноября                 | 8 декабря      | 6 января 1665  |
| 5-й год Камбун (Деревянная Змея)       | 1-я луна        | 2-я луна   | 3-я луна*               | 4-я луна  | 5-я луна* | 6-я луна*               | 7-я луна*             | 8-я луна    | 9-я луна*               | 10-я луна  | 11-я луна                | 12-я луна*     |                |
| Григорианский календарь                | 15 февраля 1665 | 17 марта   | 16 апреля               | 15 мая    | 14 июня   | 13 июля                 | 11 августа            | 9 сентября  | 9 октября               | 7 ноября   | 7 декабря                | 6 января 1666  |                |
| Юлианский календарь                    | 5 февраля 1665  | 7 марта    | 6 апреля                | 5 мая     | 4 июня    | 3 июля                  | 1 августа             | 30 августа  | 29 сентября             | 28 октября | 27 ноября                | 27 декабря     |                |
| 6-й год Камбун (Огненная Лошадь)       | 1-я луна        | 2-я луна   | 3-я луна*               | 4-я луна  | 5-я луна* | 6-я луна                | 7-я луна*             | 8-я луна    | 9-я луна*               | 10-я луна* | 11-я луна                | 12-я луна*     |                |
| Григорианский календарь                | 4 февраля 1666  | 6 марта    | 5 апреля                | 4 мая     | 3 июня    | 2 июля                  | 1 августа             | 30 августа  | 29 сентября             | 28 октября | 26 ноября                | 26 декабря     |                |
| Юлианский календарь                    | 25 января 1666  | 24 февраля | 26 марта                | 24 апреля | 24 мая    | 22 июня                 | 22 июля               | 20 августа  | 19 сентября             | 18 октября | 16 ноября                | 16 декабря     |                |
| 7-й год Камбун (Огненная Коза)         | 1-я луна        | 2-я луна   | 2-я луна (високосная) * | 3-я луна  | 4-я луна  | 5-я луна*               | 6-я луна              | 7-я луна*   | 8-я луна                | 9-я луна*  | 10-я луна*               | 11-я луна      | 12-я луна*     |
| Григорианский календарь                | 24 января 1667  | 23 февраля | 25 марта                | 23 апреля | 23 мая    | 22 июня                 | 21 июля               | 20 августа  | 18 сентября             | 18 октября | 16 ноября                | 15 декабря     | 14 января 1668 |
| Юлианский календарь                    | 14 января 1667  | 13 февраля | 15 марта                | 13 апреля | 13 мая    | 12 июня                 | 11 июля               | 10 августа  | 8 сентября              | 8 октября  | 6 ноября                 | 5 декабря      | 4 января 1668  |
| 8-й год Камбун (Земляная Обезьяна)     | 1-я луна        | 2-я луна   | 3-я луна*               | 4-я луна  | 5-я луна* | 6-я луна                | 7-я луна              | 8-я луна*   | 9-я луна                | 10-я луна* | 11-я луна                | 12-я луна*     |                |
| Григорианский календарь                | 12 февраля 1668 | 13 марта   | 12 апреля               | 11 мая    | 10 июня   | 9 июля                  | 8 августа             | 7 сентября  | 6 октября               | 5 ноября   | 4 декабря                | 3 января 1669  |                |
| Юлианский календарь                    | 2 февраля 1668  | 3 марта    | 2 апреля                | 1 мая     | 31 мая    | 29 июня                 | 29 июля               | 28 августа  | 26 сентября             | 26 октября | 24 ноября                | 24 декабря     |                |
| 9-й год Камбун (Земляной Петух)        | 1-я луна*       | 2-я луна   | 3-я луна*               | 4-я луна  | 5-я луна* | 6-я луна                | 7-я луна              | 8-я луна*   | 9-я луна                | 10-я луна  | 10-я луна (високосная) * | 11-я луна      | 12-я луна*     |
| Григорианский календарь                | 1 февраля 1669  | 2 марта    | 1 апреля                | 30 апреля | 30 мая    | 28 июня                 | 28 июля               | 27 августа  | 25 сентября             | 25 октября | 24 ноября                | 23 декабря     | 22 января 1670 |
| Юлианский календарь                    | 22 января 1669  | 20 февраля | 22 марта                | 20 апреля | 20 мая    | 18 июня                 | 18 июля               | 17 августа  | 15 сентября             | 15 октября | 14 ноября                | 13 декабря     | 12 января 1670 |
| 10-й год Камбун (Металлическая Собака) | 1-я луна*       | 2-я луна   | 3-я луна*               | 4-я луна  | 5-я луна* | 6-я луна                | 7-я луна*             | 8-я луна    | 9-я луна                | 10-я луна  | 11-я луна*               | 12-я луна      |                |
| Григорианский календарь                | 20 февраля 1670 | 21 марта   | 20 апреля               | 19 мая    | 18 июня   | 17 июля                 | 16 августа            | 14 сентября | 14 октября              | 13 ноября  | 13 декабря               | 11 января 1671 |                |
| Юлианский календарь                    | 10 февраля 1670 | 11 марта   | 10 апреля               | 9 мая     | 8 июня    | 7 июля                  | 6 августа             | 4 сентября  | 4 октября               | 3 ноября   | 3 декабря                | 1 января 1671  |                |
| 11-й год Камбун (Металлическая Свинья) | 1-я луна*       | 2-я луна   | 3-я луна*               | 4-я луна* | 5-я луна  | 6-я луна*               | 7-я луна*             | 8-я луна    | 9-я луна                | 10-я луна  | 11-я луна*               | 12-я луна      |                |
| Григорианский календарь                | 10 февраля 1671 | 11 марта   | 10 апреля               | 9 мая     | 7 июня    | 7 июля                  | 5 августа             | 3 сентября  | 3 октября               | 2 ноября   | 2 декабря                | 31 декабря     |                |
| Юлианский календарь                    | 31 января 1671  | 1 марта    | 31 марта                | 29 апреля | 28 мая    | 27 июня                 | 26 июля               | 24 августа  | 23 сентября             | 23 октября | 22 ноября                | 21 декабря     |                |
| 12-й год Камбун (Водяная Крыса)        | 1-я луна        | 2-я луна*  | 3-я луна                | 4-я луна* | 5-я луна* | 6-я луна*               | 6-я луна (високосная) | 7-я луна*   | 8-я луна                | 9-я луна   | 10-я луна*               | 11-я луна      | 12-я луна      |
| Григорианский календарь                | 30 января 1672  | 29 февраля | 29 марта                | 28 апреля | 27 мая    | 25 июня                 | 24 июля               | 23 августа  | 21 сентября             | 21 октября | 20 ноября                | 19 декабря     | 18 января 1673 |
| Юлианский календарь                    | 20 января 1672  | 19 февраля | 19 марта                | 18 апреля | 17 мая    | 15 июня                 | 14 июля               | 13 августа  | 11 сентября             | 11 октября | 10 ноября                | 9 декабря      | 8 января 1673  |
| 13-й год Камбун (Водяной Бык)          | 1-я луна        | 2-я луна*  | 3-я луна                | 4-я луна* | 5-я луна* | 6-я луна*               | 7-я луна              | 8-я луна*   | 9-я луна                | 10-я луна* | 11-я луна                | 12-я луна      |                |
| Григорианский календарь                | 17 февраля 1673 | 19 марта   | 17 апреля               | 17 мая    | 15 июня   | 14 июля                 | 12 августа            | 11 сентября | 10 октября              | 9 ноября   | 8 декабря                | 7 января 1674  |                |
| Юлианский календарь                    | 7 февраля 1673  | 9 марта    | 7 апреля                | 7 мая     | 5 июня    | 4 июля                  | 2 августа             | 1 сентября  | 30 сентября             | 30 октября | 28 ноября                | 28 декабря     |                |

* звёздочкой отмечены короткие месяцы (луны) продолжительностью 29 дней. Остальные месяцы длятся 30 дней.